# New Eucha, Oklahoma
New Eucha, Oklahoma (енгл. New Eucha) насељено је место без административног статуса у америчкој савезној држави Оклахома.

## Демографија
По попису из 2010. године број становника је 405, што је 105 (35,0%) становника више него 2000. године.
| Група             | 2000.       | 2010.       |
| Белци             | 149 (49,7%) | 183 (45,2%) |
| Афроамериканци    | 0 (0,0%)    | 1 (0,2%)    |
| Азијати           | 0 (0,0%)    | 12 (3,0%)   |
| Хиспаноамериканци | 0 (0,0%)    | 4 (1,0%)    |
| Укупно            | 300         | 405         |